# 北海道連鎖殺人 オホーツクに消ゆ
『北海道連鎖殺人 オホーツクに消ゆ』（ほっかいどうれんささつじん オホーツクにきゆ）は、堀井雄二がシナリオを手がけたアドベンチャーゲーム。同じく堀井雄二がシナリオを手がけた『ポートピア連続殺人事件』『軽井沢誘拐案内』と本作を合わせて「堀井ミステリー三部作」とも呼ばれた。
ログインソフト（アスキー）から1984年にPC-6001版とPC-8801版が、翌1985年にはPC-9801版（1代目）とFM-7版・MSX版が発売された。なお1985年にはプロローグにあたる「東京編」のみの収録ながらキャプテンシステム版も公開されている。1987年には全面的にリメイクされたファミリーコンピュータ（以下、ファミコン）版が発売された。
1992年には、ログインソフトからファミコン版のシナリオを下敷きにグラフィックを刷新したPC-9801版（2代目）が、ムック形式（LOGiN DISK&BOOKシリーズ）で発売された。　
後年、iアプリやEZアプリなどの携帯電話上のアプリケーション配信もされた。また、プロジェクトEGGによるパソコン用の復刻版も配信された。
2024年9月12日にジー・モードから、2024年を舞台にした堀井監修の新作エピソードも収録したリメイク版『北海道連鎖殺人 オホーツクに消ゆ 〜追憶の流氷・涙のニポポ人形〜』がNintendo SwitchとSteam向けに発売された。

## 概要
北海道を舞台とし、摩周湖や屈斜路湖を始め、網走刑務所や北浜駅、夕張炭鉱などの実在の観光スポット、網走刑務所で作成されているニポポ人形など実在の風物が登場する。
一方、主人公が捜査とはいえホステスや芸者遊びに興じるなど、昭和の寛容な時代柄が窺える。
ファミコン版では一転、作画を『べーしっ君』の荒井清和が手がけ漫画的表現に変わった。後年のPC-9801用リメイク版では写実表現に回帰し、またさらに後のiアプリ版では漫画的表現に再回帰しているが、EZアプリ版ではまたも写実的表現となっている。
ファミコン版のBGMはゲヱセン上野こと上野利幸が担当。2005年にはサウンドトラックの復刻が実現している。なお、上野はPC-6001版およびMSX版のメインプログラマーでもあった。

## ゲーム内容

### システム
「コマンド選択方式」を採用している。従来のアドベンチャーゲームはプレイヤーが行動コマンドを考えてキーボードからコマンドを直接入力する必要があったが（「シンカイチ イケ」等と入力する）、プログラム側はあらかじめ登録されているコマンド以外は反応しないため、プログラムが反応する単語を試行錯誤することでゲームの進行が妨げられる場合が多かった。しかし、本作ではプログラムされている単語があらかじめ全て表示されているため、そのような問題は解消された。
ただし全部のコマンドを順番に選ぶだけで終わってしまわないように、ダミーのアイテムを拾ったり、ある特定のコマンドを選択してしまうとハマり状態になってクリアできないトラップが、意図的に設置されている。なおファミコン版以降の後期版（後述）ではこのハマリ状態は起きないようになっている。
キーボードが存在しない家庭用ゲーム機に適した方式でもあり、以降のアドベンチャーゲームでは同様のコマンド選択方式が主流となった。
後期版ではトランプのブラックジャックをするコマンドがあり、実際にシュンを相手に対戦することになる。勝つと物語進行のためのヒントをくれる。
なお、このコマンド選択方式を採用した経緯については、当時、堀井と共に『週刊少年ジャンプ』でライターを務めており堀井と個人的にも親交のあったさくまあきらが、「コマンドをキーボードで直接入力するのは面倒くさい」として、堀井にその問題を解消するように強く主張したことが開発の動機になっているという。

### コマンド一覧
コマンド選択式になっており、基本的な動作は以下のコマンドによって行われる。

#### 初期版
| No. | コマンド名 | 解説                       |
| --- | ---------- | -------------------------- |
| 1   | いけ       | 場所移動する。             |
| 2   | しらべろ   | 周辺を調査する。           |
| 3   | さがせ     | 人を探す。                 |
| 4   | ききこみ   | 周辺の人物に聞き込みする。 |
| 5   | きけ       | 目前の人物に話を聞く。     |
| 6   | とれ       | 証拠品などの対象物を取る。 |
| 7   | みろ       | 証拠品などの対象物を見る。 |
| 8   | みせろ     | 対象物を人に見せる。       |
| 9   | よべ       | 人を呼び出す。             |
| 10  | でんわ     | 電話を掛ける。             |

#### 後期版
| No. | コマンド名                             | 解説                                                                           |
| --- | -------------------------------------- | ------------------------------------------------------------------------------ |
| 1   | ばしょいどう                           | 場所移動する。                                                                 |
| 2   | あたりを みろ                          | 周辺を調査する。                                                               |
| 3   | ひとに きけ                            | 目前の人物に話を聞く。                                                         |
| 4   | ひと しらべろ                          | 目前の人物や、周辺の人物を調査する。                                           |
| 5   | ひとに みせろ                          | 持ち物を目前や周辺の人に見せる。                                               |
| 6   | ひと さがせ                            | 特定の人物や不審な人物がいないか探す。                                         |
| 7   | だれか よべ                            | 特定の人物を呼び出す。                                                         |
| 8   | なにか しらべろ                        | 証拠品や対象物を調査する。                                                     |
| 9   | なにか とれ                            | 証拠品などを取る。                                                             |
| 10  | しゃしんとれ                           | 被害者や状況の写真を撮る。                                                     |
| 11  | もちものみろ                           | 所持品を確認する。                                                             |
| 12  | でんわ かけろ                          | 電話を掛ける。                                                                 |
| 13  | トランプを する                        | シュンとブラックジャックをする。勝った場合にヒントが貰える場合がある。         |
| 14  | そうさメモ、捜査資料を見る(リメイク版) | 捜査を中断し、パスワードを聞く。リメイク版では以下のサブコマンドが表示される。 |
| 1   | 捜査メモ                               | 現在の捜査状況をセーブする。                                                   |
| 2   | 人物相関図                             | 捜査で入手した情報から作成された人物相関図が表示される。                       |
| 3   | 捜査マップ                             | 捜査で入手した情報から作成されたマップが表示される。                           |
| 4   | 記憶のかけら                           | 捜査で入手した記憶のかけらが表示される。                                       |
| 5   | 設定                                   | 音量、メッセージの設定が行える。                                               |

## 設定

### ストーリー
東京湾、晴海埠頭にて男の死体が発見される。主人公である警部は部下の黒木と共に被害者の身元を調査し、事件に北海道が関与している事を知る。北海道に渡った主人公は、釧路署の刑事である猿渡俊介と共に捜査を始めるが、第二、第三の殺人事件が次々に起こってしまう。犯人の目的は一体何なのか。被害者たちの関連性を調べていくうちに、ある重大な過去が浮かび上がる。
シナリオは以下の3種類があり、登場人物の設定が大きく異なる場合がある。
- 初期版（PC-6001、PC-8801、PC-9801、FM-7、MSX、キャプテンシステム）
- 後期版（ファミリーコンピュータ、各種携帯アプリ、PC-9801（ムック版））
- リメイク版（Nintendo Switch、Microsoft Windows（Steam））

#### 共通ストーリー
東京湾、晴海埠頭に男の遺体が上がったとの連絡を受けた主人公は、部下の黒木を連れて現場に駆けつける。男の名前や身元は不明、主人公は遺体のポケットから発見されたキャバレー『ルブラン』のチラシを頼りに高田馬場、栄通りへと向かう。ルブランのホステスの証言により、被害者が高田旅館に宿泊していた事が判明し、部屋を調べたところ、カバンの下から葉書が発見され、被害者の住所と名前が特定される。
被害者の名前は増田文吉、宛先は北海道の釧路市とあり、主人公は北海道へと向かった。
主人公は北海道警の刑事、猿渡俊介と同行することになる。早速葉書に書かれた住所に行ってみると、増田の妻より北浜の飯島幸男から金を受け取っていたとの情報が入る。北浜の駅に着くと、駅員から浜辺に飯島の遺体が上がり騒ぎになっているとの情報を得る。現場では、飯島の息子である信二の証言により飯島が何者かに脅迫されていた事が判明。また増田の写真を見せたところ札幌すすきのにある炉端焼きの店、コロポックリの店員であるゲンさんと類似しているとの情報を得る。
札幌すすきのへと向かう主人公一同であったが、コロポックリのゲンさんは店で働いており、増田とは別人であると発覚する。
その後、網走港にて男の遺体が上がったとの連絡が入り、遺体から発見された財布と名刺から東京都目黒区在住の白木雄九郎であると判明する。駆けつけた白木の秘書の坂口達男によると、白木は摩周湖に旅行すると話していたと言い、また飯島の知り合いである事が分かる。
摩周湖へと足を運ぶ主人公たちは、野村真紀子という女と出会う。しかし、特に事件と関連する要素は見当たらない。その後、知床五湖にて男の遺体が発見されたとの連絡が入り、現場へ急行する。首にはストッキングが巻かれ、水の中に顔を押し込まれたことによる窒息死と判断される。駐車場の売店の店員の証言により、男は女を連れており、阿寒湖の方からやって来た事との情報を得る。
阿寒湖では情報を得られず、ウトロの町の土産屋の主人から二人がかが屋旅館に宿泊していたとの情報を得る。旅館の宿帳から男は白木辰雄、女は妻の郁美、住所は函館市蛍町と判明する。また、旅館の番頭からこの男女が夜中に言い争いをしていた事、『まりもや』と言っていたとの情報を得る。阿寒湖周辺で調査したところ、『まりもや』という旅館を発見し、番頭によると宿泊した事は間違いなく、
またヤクザの集団が宿泊した際に白木雄九郎の事を聞かれたとの情報を得る。また、後日『まりもや』を訪れると、番頭から男と連れ添っていた女の写真を入手する事が出来た。ウトロ港で船員に女の写真を見せると、女は野付半島のトドワラを見に行くと言っていた事が発覚、現地へ行くと女が倒れているのが発見される。女はまだ息があり、搬送された病院にて意識を回復する。女から聴取したところ、白木とは偽名で本名は小野とく子、知床五湖で発見された男は井用邦雄と判明する。女は痴情のもつれから井用を殺害し、また井用の提案により白木と偽名を使用した事を白状する。しかし、増田・飯島・白木の殺人に関しては関与を否定する。
再び他の殺人事件の調査を再開した主人公たちに、白木の体内から海水ではなく真水と『マリゴケ』が検出されたとの情報が入る。屈斜路湖に向かうと、そこには『マリゴケ』に関して書かれた看板が立てられていた。猿渡刑事は白木は屈斜路湖で殺害され、その後網走港に投げ込まれたとの推測を立てる。屈斜路湖周辺の聞き込みにより、白木が和琴温泉に行っていたとの情報を得られる。
和琴温泉に行くと、壁に落書きがしてあり、飯島・白木の名前の他に、網走出身であり大臣候補の国会議員、阿久津秀夫の名前と名前が一部判読不明ながら『××むらきすけ』とも書いてあった。さらに、阿久津以外の名前には×印が付けられていた。
紋別駅前での聞き込みによると、飯島は戦後まもなく紋別で新聞記者をやっていたとの情報が入り、また奥村紀助という人物の家がある事が発覚する。奥村の家を訪ね、妻の話を聞くと奥村は1週間ほど前に夜釣りに出た際に自殺した事、また警察の人間が来た場合には、ニポポ人形を渡すよう妻に言づてしていた事が分かる。
受け取ったニポポ人形は左目の下あたりにノミで彫った跡があり、涙を流しているように見えた。

#### 初期版ストーリー
紋別港を訪れた主人公たちは、地元の漁師から目の下にキズのあるニポポ人形は浦田甚五郎という人物が彫ったものであるとの情報を得る。また、港湾管理事務所で増田の写真を見せると、先ほどまで滞在し、昭和24年に発生した永福丸の沈没事故について調査している人物がいる事が発覚、さらに、永福丸の船頭は野村安吉で事故に巻き込まれ死亡、船主は白木雄九郎であった事が判明する。
次に網走へと向かう主人公であったが、猿渡刑事より事件の捜査を打ち切るよう圧力が掛かっている事を告げられる。網走刑務所に行くと、売店の店員より涙の彫られたニポポ人形は殺人事件のあった翌日に入荷してくるとの情報を得られ、また浦田甚五郎が無期懲役囚として刑務所内で服役中である事が判明する。早速浦田に聞き込みを行うも、浦田からは何の情報も得ることが出来ない。
再度各地で調査を行う内に、主人公は和琴温泉にて男の遺体を発見する。遺体はコロポックリの店員、ゲンさんであった。
コロポックリへと向かうと、店員よりゲンさんの残した手紙を渡される。その内容は、増田とゲンさんは双子の兄弟であり、増田が白木か阿久津の指示で殺害されたと推測し、その二人を脅迫し逆に殺害された事、一連の事件は戦後まもなく発生した永福丸の転覆事故に端を発し、阿久津が関与しているため調査していると書かれていた。
再び網走刑務所を訪れた主人公は、浦田に再度聞き込みを行う。浦田は永福丸の沈没事故に関して、米軍の救援物資を横流しし、旧日本軍の遺産までも横領、それを指揮していたのが当時将校だった阿久津であり、船を用意したのが奥村、横流しした物資を売りさばいていたのが行商の白木であったと話し始める。また、横流しが発覚しそうになったため、証拠隠滅のために漁師もろとも船を沈没させ、それを単なる事故として報道したのが飯島であるという。
さらに、その時の船頭で死亡したのが野村安吉であり、野村の息子である鉄二は母子家庭で育てられた事、増田は前に浦田と網走刑務所内の同じ房になった事があり、浦田が事件の事を語ったため東京で殺害されたのではないかとの情報を得る。
連続殺人のすべての犯行は野村鉄二によるものであり、増田とゲンさんは阿久津を脅迫したため殺害され、次のターゲットは阿久津であると推測される。
そんな折、北竜会のヤクザが摩周湖に向かっているとの情報が入る。摩周湖へ向かうと、そこには真紀子がおり、父である鉄二がカムイッシュ島にいると言う。カムイッシュ島では鉄二がヤクザに脅されており、すんでの所で猿渡刑事がヤクザを制圧した。
真紀子の証言によると、事件の発端は阿久津側にあり、阿久津の指示により鉄二と真紀子が殺害されそうになり、癌に侵されていた鉄二は命に代えて真紀子を守ろうとした末に連続殺人を行った事が判明する。
一ヶ月後、事件を解決し東京に戻った主人公の元に、猿渡刑事から一通の手紙が送られてくる。そこには、タキシード姿の猿渡刑事とウエディングドレス姿の真紀子が写った写真が同封されていた。

#### 後期版ストーリー
紋別の町を一望できる展望台へと行くと、そこには昭和24年に発生した漁船の沈没事故の慰霊碑が建てられていた。付近の人の証言によると、真紀子と思わしき人物がこの慰霊碑に花束を添えていたとの情報が入る。また、紋別の港での聞き込みで目の下にキズがあるニポポ人形は当時この付近で漁師をしていた浦田という人物が彫ったものである事が判明する。浦田は過去に殺人を犯しており、それ以来行方が分からないと言う。さらに、港湾管理事務所に行くと、沈没した船は永福丸で、船主は奥村紀助である事、ニポポ人形は網走刑務所で作られたものである事が判明する。
網走刑務所に行くと、売店の店員より涙の彫られたニポポ人形は殺人事件のあった翌日に入荷してくるとの情報を得られ、また浦田甚五郎が無期懲役囚として刑務所内で服役中である事が判明する。早速浦田に聞き込みを行おうとするも、現在は面会する事が出来ないという。
再度和琴温泉を訪れた主人公は、めぐみと遭遇した。めぐみによれば、増田は真紀子の父親と容姿が良く似ており、また真紀子の妹が東京で交通事故に巻き込まれ死亡している事、さらに真紀子の住むアパートの住所が判明する。
真紀子のアパートを調査すると、奥村という人物からの手紙を発見、消印は紋別郵便局となっており、何らかの形で事件に関与していると推測された。釧路での聞き込みにより、真紀子らしき人物が銀行から多額の預金を引き出していた事との情報を得られ、また増田の妻から若い女が金を渡しに来たとの証言を得る。
再度真紀子のアパートを訪れると、管理人から争うような物音がしたとの情報が入る。部屋に入ると室内は荒らされており、アルバムが1冊落ちていた。アルバムには真紀子と父親、妹が写っている写真があった。父親は増田に似ており、ゲンさんであると発覚する。また、浦田と真紀子が写っている写真も発見する。
コロポックリを訪れると、店員からゲンさん宛てに脅迫状が送られてきたと伝えられる。脅迫状には『娘の命が惜しければ夕張中央炭鉱まで来い』と書かれていた。
夕張に行き、電気店の店主に聞き込みをすると黒塗りの外車が炭鉱方面へと走って行ったことが判明。主人公たちは懐中電灯を購入し炭鉱へと向かった。炭鉱の中は迷路のようになっており、奥へと進むと縛られた真紀子が気絶して倒れているのが発見され、急遽警察病院へと搬送する。真紀子は酸欠状態で、意識不明となっていた。
網走刑務所へと向かい、浦田と接見した主人公たちは浦田と真紀子が写った写真を見せた。すると、浦田はすべてを話し始める。
戦後まもなく、米軍からの救援物資を横流しして金儲けをしていた一味がいた。一味のボスは阿久津であり、船を用意していたのが奥村、横流しした物資を売りさばいていたのが行商をしていた白木であった。一味は悪事が発覚しそうになると、証拠隠滅のため漁師ともども船を沈没させてしまった。
この件を単なる事故と報道したのが当時新聞記者をやっていた飯島だった。永福丸の船頭だった野村と浦田は知り合いであり、野村の一人息子である野村源次（ゲンさん）を浦田は親代わりとなって育てていた。浦田は前に増田が入所してきた際に、源さんに似ている事から沈没事故の全容を話してしまい、増田は阿久津を脅迫し逆に殺害されてしまったのだろうと言う。
阿久津は事故の全容を知るゲンさんを狙っており、手始めに真紀子の妹であるゆかりを交通事故に見せかけて殺害した。ゲンさんは殺害されたゆかりの復讐を果たすと共に、真紀子を守るため、沈没事故に関与した人物を次々に殺害していったと推測される。
警察病院へと戻ると、意識を取り戻した真紀子からゲンさんが阿久津と差し違えて死ぬつもりであると告げられる。父を止めようと、奥村から送られた手紙を見せようとアパートに戻った所、北竜会のヤクザに捕まってしまったと言う。阿久津の事務所に連絡を取ると、阿久津は遊説のため札幌に向かっていると聞かされる。
コロポックリを訪れると、店員からゲンさんが店の包丁を持ちだし札幌駅に向かったと告げられ、急遽札幌駅へと向かう。
札幌駅に着くと、到着したばかりのグリーン車から阿久津が降りてくるのを発見する。そこへ、待ち伏せしていたゲンさんが包丁を持って阿久津に襲い掛かろうとしていたが、北竜会のヤクザたちに囲まれてしまう。猿渡刑事はヤクザたちに逮捕を宣告すると、両者がもみ合う形で乱闘になる。しかし、猿渡刑事の活躍により一網打尽にすることが出来た。阿久津と北竜会のヤクザを逮捕し、ゲンさんを殺人未遂の現行犯で逮捕する。ゲンさんは真紀子の行方を心配していたが、無事保護された事を告げると安心していた。
一ヶ月後、事件を解決し東京に戻った主人公の元に、猿渡刑事から一通の手紙が送られてくる。そこには、タキシード姿の猿渡刑事とウエディングドレス姿の真紀子が写った写真が同封されていた。

#### リメイク版ストーリー
【北海道連鎖殺人 オホーツクに消ゆ 〜追憶の流氷・涙のニポポ人形〜】
時は2024年。警視庁桜田門前にて、定年直前の主人公の前に、猿渡まりなと名乗る女性が話しかけてきた。
彼女は猿渡俊介と野村真紀子の娘であり、父・俊介がある事件に巻き込まれ倒れた事、俊介が倒れたと同時に猿渡家に飾ってあったニポポ人形が消えた事から、事件の背後に37年前の「オホーツク連鎖殺人事件」が関係あるのではないかと主張する。
まりなと共に事件の真相を追うことにした主人公は、北海道・釧路を目指す新幹線の車中で、37年前の「オホーツク連鎖殺人事件」を語り始めた。
(ここから一時的に2024年の列車内の会話を挟み、本編のストーリーが展開)
事件の顛末を聞いたまりなは、家庭では昔の事をあまり話さない父と、母真紀子の馴れ初めを初めて聞いた事で「父の一目ぼれだったんですね...」と感激する。そうこうするうちに列車は釧路駅に到着。二人はシュンが入院している「北海道警察病院」へ向かうが、まりなは父に倣って主人公を「ボス」と呼んで良いか尋ね、承諾されると今後は自分に命令してくださいと依頼する。

### 舞台
東京都
晴海埠頭
増田の死体が発見された場所。
高田馬場さかえ通り
キャバレールブランや高田旅館がある。
奥沢
台詞中にのみ登場する。

釧路市
大川町
初期版で増田の実家がある。
緑ケ岡
後期版で増田の実家がある。
阿寒湖
アイヌ衣装を着た観光客とカメラマンがいる。
阿寒湖温泉
まりもや旅館がある。

網走市
網走市中央商店街
リメイク版で、網走市の街並みとして登場。
北浜
飯島の死体が発見された場所。
網走港
白木の死体が発見された場所。
網走刑務所
浦田が収監されている。

札幌市
すすきの
コロポックリがある。
手稲区
真紀子のアパートがある。
真駒内
台詞中にのみ登場する。真紀子の自宅がある。
札幌駅
東京から来た阿久津とゲンさんが対峙する場所。
斜里町
知床五湖
井用の死体が発見される。
ウトロの町
土産屋やかが屋旅館がある。
ウトロ港
船員から小野を見かけたという情報が得られる。
ウトロ温泉

弟子屈町
摩周湖
真紀子と遭遇する場所。
後期版、リメイク版では真紀子とめぐみに遭遇する場所。
屈斜路湖
マリゴケに関する情報が得られる。
和琴温泉
犯人が書いたと思われる落書きが発見される（ファミリーコンピュータ版では手帳になっている）。
後期版ではめぐみと遭遇する場所。
函館市
井用と小野が「白木」という偽名でかが屋旅館に宿泊した際、宿帳に「函館市蛍町」と実在しない住所を書いている。
別海町
野付半島
小野が倒れていたトドワラがある。

紋別市
はまなす通り
リメイク版で、紋別の街並みとして登場。
紋別公園 港湾殉職者慰霊碑
永福丸沈没事故の慰霊碑が建っている。
紋別港
港湾管理事務所がある。
渚滑川
台詞中にのみ登場する。

夕張市
夕張炭鉱
北竜会により真紀子が捕らわれている場所。

## 登場人物
声優はリメイク版のもの。
新田 哲二（にった てつじ）
主人公。通称「ボス」。プレイヤーが操作するキャラクター。ファミコン版には登場せず、任意で名前を決める。
黒木 五郎（くろき ごろう）
声 - 浜田賢二
主人公の部下。東京でプレイヤーと共に捜査するパートナー。
猿渡 俊介（さるわたり しゅんすけ）
声 - 後藤ヒロキ
通称「シュン」。釧路署の刑事で北海道で共に捜査するパートナー。端正でハンサムな青年だが、少々ノリが軽いところもある。
野村 真紀子（のむら まきこ）
声 - Lynn
北海道生まれの北海道育ち。札幌市手稲区在住。後期版では、野村源次の娘でめぐみとは中学時代の同級生。スポーツ店に勤め、冬はスキーのインストラクターをしている。あどけない顔立ちをしている。家族思いで優しい性格。
かつて『ファミ通』に、彼女が血の涙を流すシーンの偽写真が掲載されたことがある。
中山 めぐみ（なかやま めぐみ）
声 - 中川翔子
大学生。野村真紀子の幼馴染。東京の大学に通っているが、失恋の傷心旅行として、仲の良い真紀子が住む北海道へと観光旅行に来ている。後期版およびリメイク版に登場。
浴場でバスタオル1枚の姿で登場した彼女がバスタオルを取って、後ろ向きではあるがオールヌードを披露する裏技が存在するが、堀井によれば徹夜続きでハイになっていたスタッフ間で、1ドットだけ見える乳首の色をピンクにするかどうかで激論になったという。
野村 源次（のむら げんじ）
通称「ゲンさん」。すすきのの炉端焼き店「コロポックリ」の店員。初期版と後期版で設定が大きく異なる。末期癌を患っており、リメイク版の2024年パートで収監中に死去した事が語られた。
初期版
増田文吉の双子の兄弟。増田の死後、彼が殺された理由を調査しているうちに阿久津の過去を知る事になり、増田と同じ様にこれをネタに恐喝を企んで逆に殺された。後述する後期版でのゲンさんの役どころは、コロポックリの店員という設定以外は野村鉄二が担当している。
後期版
増田文吉に容姿が似ている。野村安吉の息子。野村真紀子とゆかりの父。
リメイク版
名前が野村源治に変更された。
増田 文吉（ますだ ぶんきち）
第一の被害者。東京の晴海埠頭にて遺体として発見される。ゲンさんに顔が酷似している。
過去には網走刑務所に収監されていた事もあり、そこで浦田に事件の思い出話をされた事で自分がゲンさんになりすまして飯島を脅して金をゆすり取り、東京の阿久津も脅そうとして逆に殺された事が全ての事件の発端となった。
妻は増田の裏の顔を知らなかったようで、増田の死を知って「人に恨みを買うような人じゃなかった。なんで殺されなきゃならないんだ!!」と泣き崩れた。
飯島 幸男（いいじま ゆきお）
第二の被害者。北浜の浜辺にて遺体として発見される。事件直前に増田にゆすられていた。終戦直後は、紋別で新聞記者をしていた。
白木 雄九郎（しらき ゆうくろう）
東京のスーパー社長。第三の被害者。網走港にて遺体として発見される。
奥村 紀助（おくむら きすけ）
終戦直後に沈んだ救援物資を運んだ貨物船の船主。妻の証言によると、最近になって急に「罪滅ぼしをしてくる」と奇妙な言葉を口にするようになり、俊介たちが自宅を訪ねる1週間前に「夜釣りに行く」と告げて投身自殺した。
阿久津 秀雄（あくつ ひでお）
元海軍将校。網走市出身の国会議員。近く大臣へと就任する予定になっている。北竜会を部下に持つ。
坂口 達男（さかぐち たつお）
白木雄九郎の秘書。白木が殺害されたことに強いショックを受けている。
野村 鉄二（のむら てつじ）
初期版のみに登場する、野村真紀子の父。
野村 ゆかり（のむら ゆかり）
大学生。野村真紀子の妹。東京の大学に通っていたが、第一の事件直前に交通事故で亡くなっている(実は北竜会による殺害)。
野村 安吉（のむら やすきち）
漁師。野村源次（初期版では野村鉄二）の父。漁師で、浦田甚五郎とは仲が良い。
奥村の妻
作中では「おばば」という名で表示される。高齢なこともあり、会話がかみ合わないことも多い。
浦田 甚五郎（うらた じんごろう）
漁師。奥村の妻から渡される、涙のような彫り跡のついたニポポ人形の作者。独特ののみ使いが特徴。強盗殺人の罪で網走刑務所にて服役中。事件の真相を知る。中山や野村とも面識がある。リメイク版2024年パートで、無実の冤罪であるのだが、阿久津から逃れるために刑務所内に居る方が安全と考え、収監され無言を貫き通していた事、収監中に死去した事が語られた。
北竜会（ほくりゅうかい）
作中に登場する暴力団。リメイク版では「北龍会」。河上不動産と言うフロント企業がある。
アケミ
声 - 宮村優子
キャバレー「ルブラン」のホステス。警察を嫌っている。
ルナ
声 - 氷上恭子
「ルブラン」のホステス。

### リメイク版追加キャラクター
猿渡まりな（さるわたり まりな）
声 - 瀬戸麻沙美
猿渡俊介と野村真紀子の娘。定年間近の主人公に会うため警視庁を訪れ、父・俊介が何かしらの事件に巻き込まれて倒れ、実家に飾ってあったニポポ人形が消えた事を伝える。主人公と二人で釧路へ向かう新幹線の車中で、主人公と父・俊介が解決した37年前の「オホーツク連鎖殺人事件」の詳細を聞く所から、リメイク版の本編が始まる。2024年パートからは父同様主人公を「ボス」と呼ぶようになる。
容姿は母親にソックリで、中山めぐみが真紀子と間違えた位。
大学卒業後は北海道警察に就職、釧路署に配属され、犬飼健太と結婚。夫婦で室蘭署に転勤になる。
苫米地　彩（とまべち　あや）
声 - ファイルーズあい
網走に住む土産屋店員。上京して店を持ちたいと思っていたが直太朗と結婚する。
苫米地辰雄(とまべちたつお)
直太朗
苫米地の幼馴染の漁師。苫米地を良く知っているにもかかわらず、コマネチととぼける一面もある。
犬飼健太 (いぬかい けんた）
声 - 河西健吾
北海道警察釧路警察署の若手刑事。俊介の部下で、まりなとも顔馴染み。
まりなと結婚し婿養子となり猿渡姓になる。
河上　総一郎
本名は阿久津で秀雄の息子。無人の苫米地家に度々訪れて秘密を探している。北龍会の幹部で、そのフロント企業・河上不動産の社長。なお法人ではなく個人ではあるが、同名の宅地建物取引業者が今治市に実在している。猿渡を襲撃し、病院送りにした張本人。受付の従業員は添乗員に転職した。

## 移植版
| No. | タイトル                                                       | 発売日         | 対応機種                  | 開発元                            | 発売元                 | メディア                                   | 型式   | 売上本数 | 備考                                                                                             |
| --- | -------------------------------------------------------------- | -------------- | ------------------------- | --------------------------------- | ---------------------- | ------------------------------------------ | ------ | -------- | ------------------------------------------------------------------------------------------------ |
| 1   | 北海道連鎖殺人 オホーツクに消ゆ                                | 1985年2月8日   | PC-9801 FM-7              | ログインソフト                    | アスキー               | 5インチフロッピーディスク2枚組             | -      | -        |                                                                                                  |
| 2   | 北海道連鎖殺人 オホーツクに消ゆ                                | 1985年10月18日 | MSX                       | ログインソフト                    | アスキー               | カセットテープ2本組                        | -      | -        |                                                                                                  |
| 3   | 北海道連鎖殺人 オホーツクに消ゆ                                | 1987年6月27日  | ファミリーコンピュータ    | ログインソフト パックスソフトニカ | アスキー               | 2メガビット+64キロビットロムカセット       | HSP-07 | -        | グラフィックデザインを荒井清和が担当                                                             |
| 4   | LOGIN DISK&BOOKシリーズ 北海道連鎖殺人 オホーツクに消ゆ98      | 1992年9月      | PC-9801                   | ログインソフト                    | アスキー               | 3.5インチ/5インチフロッピーディスク各2枚組 | -      | -        |                                                                                                  |
| 5   | 北海道連鎖殺人 オホーツクに消ゆ                                | 2001年10月15日 | iアプリ                   | エニックス                        | エニックス             | ダウンロード （未解決事件ファイル）        | -      | -        | 2007年8月31日配信終了                                                                            |
| 6   | 北海道連鎖殺人 オホーツクに消ゆ                                | 2003年4月1日   | Windows                   | ログインソフト                    | エンターブレイン       | ダウンロード （プロジェクトEGG）           | -      | -        | PC-8801版の移植                                                                                  |
| 7   | 北海道連鎖殺人 オホーツクに消ゆ                                | 2003年4月3日   | ezplus                    | スクウェア・エニックス            | スクウェア・エニックス | ダウンロード （堀井雄二劇場）              | -      | -        | 2007年8月31日配信終了                                                                            |
| 8   | 北海道連鎖殺人 オホーツクに消ゆ                                | 2003年5月6日   | J-スカイ （Javaアプリ）   | スクウェア・エニックス            | スクウェア・エニックス | ダウンロード （堀井雄二劇場）              | -      | -        | 2007年9月3日配信終了                                                                             |
| 9   | 北海道連鎖殺人 オホーツクに消ゆ                                | 2005年6月30日  | BREW対応端末 （EZアプリ） | スクウェア・エニックス            | スクウェア・エニックス | ダウンロード                               | -      | -        |                                                                                                  |
| 10  | 北海道連鎖殺人 オホーツクに消ゆ                                | 2005年9月14日  | iアプリ                   | スクウェア・エニックス            | スクウェア・エニックス | ダウンロード                               | -      | -        |                                                                                                  |
| 11  | 北海道連鎖殺人 オホーツクに消ゆ 〜追憶の流氷・涙のニポポ人形〜 | 2024年9月12日  | Nintendo Switch           | ゲームスタジオ                    | G-MODE                 | ダウンロード                               | -      | 23370本  | フルボイス、メッセージが日本語以外に英語、簡体、繁体に設定可能。Switchのパッケージ版にFC版を同梱 |
| 11  | 北海道連鎖殺人 オホーツクに消ゆ 〜追憶の流氷・涙のニポポ人形〜 | 2024年9月12日  | Steam                     | ゲームスタジオ                    | G-MODE                 | ダウンロード                               | -      | -        | フルボイス、メッセージが日本語以外に英語、簡体、繁体に設定可能。Switchのパッケージ版にFC版を同梱 |

## 開発
元来はパソコン雑誌『ログイン』と堀井雄二の共同企画で、ログイン側はプロデュースおよびゲーム開発の追跡記事を、堀井雄二はシナリオを担当するという企画だった。この企画の担当編集者は後に『ファミ通』二代目編集長となる塩崎剛三（東府屋ファミ坊）。ログイン1983年12月号には堀井雄二自身による北海道の取材記事が掲載されている（実際の取材は1983年9月）。
当時、すでにストーリー構想は完成していたにもかかわらず、堀井の多忙と慣れない分担作業（本作は堀井がプログラムから離れシナリオ専門に注力した初のゲームだった）から開発期間は1年間である。
ログインとの共同企画には他に香港を舞台とする「九龍の牙」、ロシア（当時はソ連）を舞台にした「白夜に消えた目撃者」の、実質的な『オホーツクに消ゆ』の後継作品にあたる推理アドベンチャーゲームが2作予定されていたが、ともに取材旅行まで敢行したまま製作は頓挫している。企画担当の塩崎は『ファミコンのROM容量増加を任天堂が発表、同機種への「オホーツク」移植が可能になり、収益が見込めるそちらを優先したため』としている。
なお、後に堀井は本作の舞台を北海道にした理由について、「当時、ゲーム創るのにロケハンして取材するってことはなかったんですよ。それをやってみたかったんですよね」「当時、3人ぐらいで行きましたね」「当時、ファミ通の編集（＝塩崎）が担当だったんですけど、彼が蟹が好きだったんですよ。で、ボクも蟹が好きだった。で、三人とも食いたいとなって」「編集的には会社のお金で蟹食いたかったみたい」と語っている。ただし塩崎は否定している。

## 音楽

### サウンドトラック
『サウンドアドベンチャー 北海道連鎖殺人オホーツクに消ゆ』は、ゲームソフト『北海道連鎖殺人 オホーツクに消ゆ』のファミリーコンピュータ版のサウンドトラックである。
1987年8月5日にアポロン音楽工業のコンピュージックシリーズ第1弾作品としてリリースされた。
ゲーム中に使用されているBGMのMIDIアレンジとなっている。
オリジナル版はLP、CD、カセットテープの3形態でリリースされ、歌詞カードにお笑いコンビのABブラザーズによる対談が収録されている。
本作は後に廃盤となったが、ショッピングサイトであるたのみこむに再リリースを望む声が多く届けられたため、2002年1月21日に1,000枚限定で復刻版がリリースされ、先着300名にはニポポ人形がプレゼントされた。その後に継続販売が決定した。
復刻版はアレンジ音源に加え、オリジナルBGMを収録したCDが付属しており、2枚組となっている。また、ABブラザーズの対談は収録されていない。

#### 収録曲
| 全作曲: 上野利幸（注記を除く）、全編曲: IKURO FUJIWARA(藤原いくろう) (IMAGINE)。 |                                                                              |       |                        |      |
| #                                                                                | タイトル                                                                     | 作詞  | 作曲・編曲             | 時間 |
| 1.                                                                               | 「オープニングテーマ（タイトル、名前登録）」                                 |       | 上野利幸（注記を除く） | 5:40 |
| 2.                                                                               | 「ルブラン（殺人のテーマ、高田馬場、ルブラン店内）」(作曲：上野利幸、藪暁彦) |       | 上野利幸（注記を除く） | 3:12 |
| 3.                                                                               | 「北の出逢い（オープニングタイトル、捜査第1部）」                            |       | 上野利幸（注記を除く） | 4:21 |
| 4.                                                                               | 「グッド ラック（捜査メモ、トランプ）」                                      |       | 上野利幸（注記を除く） | 3:26 |
| 5.                                                                               | 「真紀子とめぐみ（真紀子、めぐみ）」                                         |       | 上野利幸（注記を除く） | 3:37 |
| 6.                                                                               | 「オホーツクに消ゆ（捜査第2部、第2部完了）」(作曲：上野利幸、塩崎剛三)       |       | 上野利幸（注記を除く） | 3:09 |
| 7.                                                                               | 「すすきの人生（コロポックリ、芸者）」                                       |       | 上野利幸（注記を除く） | 2:28 |
| 8.                                                                               | 「追跡（真相、捜査第3部）」                                                  |       | 上野利幸（注記を除く） | 3:17 |
| 9.                                                                               | 「ファイティング シュンスケ（炭鉱、救出、阿久津登場）」                      |       | 上野利幸（注記を除く） | 3:31 |
| 10.                                                                              | 「エンディング テーマ〜新たなる旅立ち（エンディング）」                      |       | 上野利幸（注記を除く） | 4:29 |
| 合計時間:                                                                        | 合計時間:                                                                    | 37:37 |                        |      |

| #         | タイトル       | 作詞  | 作曲・編曲 | 時間 |
| --------- | -------------- | ----- | ---------- | ---- |
| 1.        | 「トラック1」  |       |            | 0:50 |
| 2.        | 「トラック2」  |       |            | 1:14 |
| 3.        | 「トラック3」  |       |            | 0:26 |
| 4.        | 「トラック4」  |       |            | 1:17 |
| 5.        | 「トラック5」  |       |            | 0:37 |
| 6.        | 「トラック6」  |       |            | 0:18 |
| 7.        | 「トラック7」  |       |            | 1:31 |
| 8.        | 「トラック8」  |       |            | 0:39 |
| 9.        | 「トラック9」  |       |            | 0:55 |
| 10.       | 「トラック10」 |       |            | 0:34 |
| 11.       | 「トラック11」 |       |            | 1:31 |
| 12.       | 「トラック12」 |       |            | 0:39 |
| 13.       | 「トラック13」 |       |            | 1:02 |
| 14.       | 「トラック14」 |       |            | 1:07 |
| 15.       | 「トラック15」 |       |            | 1:28 |
| 16.       | 「トラック16」 |       |            | 0:52 |
| 17.       | 「トラック17」 |       |            | 0:56 |
| 18.       | 「トラック18」 |       |            | 1:00 |
| 19.       | 「トラック19」 |       |            | 0:41 |
| 20.       | 「トラック20」 |       |            | 0:40 |
| 21.       | 「トラック21」 |       |            | 2:49 |
| 合計時間: | 合計時間:      | 21:06 |            |      |

#### スタッフ・クレジット
- MAKOTO MIURA - プロデューサー
- OSAMU TAKEI - ディレクター
- TOSHIAKI TAKAGI - サウンド・ディレクター
- JUN ARAI (APPO SOUND PROJECT) - シンセサイザー・エンジニア
- TETSUYA IWASHITA (APPO SOUND PROJECT) - シンセサイザー・エンジニア
- YOSHIO UENO (APPO SOUND PROJECT) - シンセサイザー・エンジニア
- KEIKO YODA (APPO SOUND PROJECT) - シンセサイザー・エンジニア
- MASAYOSHI CHIYO (IMAGINE) - ギター
- 上野利幸 - 作曲
- 藪暁彦 - 作曲（2曲目）
- 塩崎剛三 - 作曲（6曲目）
- IKUO FUJIWARA - アレンジャー
- 荒井清和 - イラストレーション

#### リリース履歴
| No. | 日付          | レーベル                                     | 規格  | 規格品番           | 最高順位 | 備考                                          |
| --- | ------------- | -------------------------------------------- | ----- | ------------------ | -------- | --------------------------------------------- |
| 1   | 1987年8月5日  | アポロン音楽工業                             | CD CT | BY30-5171 KSF-1498 | -        | コンピュージックシリーズ                      |
| 2   | 2002年1月21日 | アンダーグラウンド・リベレーション・フォース | CD    | STF0001-2          | -        | 『オリジナル・サウンド・トラック』付属、2枚組 |

## スタッフ

### PC-6001版
- 原作：堀井雄二
- プログラム、グラフィックデザイン：上野利幸
- プロデュース：塩崎剛三（ログイン）

### MSX版
- 原作・シナリオ：堀井雄二
- 企画：小島文隆、宮野洋美
- プロデュース：塩崎剛三
- プログラム：上野利幸
- グラフィックデザイン：本山重人、のせみのる

### ファミリーコンピュータ版
- 脚本：堀井雄二
- グラフィック：荒井清和
- 音楽：上野利幸
- プログラム：中島成己
- シナリオアシスト：柳沢健二
- グラフィック・デジタイズ：本谷浩明
- 「殺人のテーマ」：藪暁彦
- サウンド・エフェクト：橋下友茂
- ミュージック・プログラム：おぎわらみつのり、わたなべたくや
- プログラムアシスト：よねづかまさえ
- アシスト：たむらゆきお、きたはらやすし、つぼいりょうこ
- プログラム・コーディネート：さいだえいいち
- ロゴデザイン：佐藤英人
- フォントデザイン：二木康夫
- プロデュース：塩崎剛三

### PC-9801版（ムック版）
- 原作：堀井雄二
- 企画：LOGIN編集部
- 作曲：上野利幸
- 制作：有限会社アイデス
- プロデューサー：新海昇
- 監督：井手健介
- システムプログラム：岡地常義
- プログラム：西陣ターボR、佐藤邦佳、藤岡広樹
- シナリオプログラム：中谷由司
- アシスト：平間知之
- 作画監督・原画：大釈竜彦
- グラフィック：山本秀貴、塚田誠
- ディレクター：大須賀守弘
- 協力：石原裕
- サウンドアレンジ：亜希羅組

### 2024版
- 原作・シナリオ：堀井雄二

## 評価
ファミリーコンピュータ版
- ゲーム誌『ファミリーコンピュータMagazine』の読者投票による「ゲーム通信簿」での評価は以下の通りとなっており、24.38点（満30点）となっている。また、同雑誌1991年5月10日号特別付録の「ファミコンロムカセット オールカタログ」では「パソコン版をさらにパワーアップさせ、より遊び易くなった」、「このゲームの売りを書くとすれば、まず、グラフィックがキレイなことだろう。タイトル画面一つみても、他のゲームと比べてレベルが高い方だ。音楽も水準以上のでき」であると紹介されている。

| 項目 | キャラクタ | 音楽 | お買得度 | 操作性 | 熱中度 | オリジナリティ | 総合  |
| 得点 | 4.30       | 4.17 | 3.82     | 4.05   | 4.24   | 3.80           | 24.38 |
- ゲーム誌『ユーゲー』では、「旅情あふれるキーワードが頻出する作品は、ファミコンでは珍しかったため、とても新鮮に映った」、「（音楽が優れている事以外にも）シナリオ、グラフィック、演出など、各要素が非常に優れていたとは言うまでもない。その総合的なクオリティは、ファミコンのADVの中でも最高峰と言っていい」と評している。

## 売上
『北海道連鎖殺人 オホーツクに消ゆ 〜追憶の流氷・涙のニポポ人形〜』は発売2週時点で売上23,370本を記録している。